# Mario Arturo Acosta Chaparro
Mario Arturo Acosta Chaparro Escápite (* 19. Januar 1942; † 20. April 2012 in Mexiko-Stadt) war ein mexikanischer Brigadegeneral.

## Militärische Ausbildung
Acosta trat 1963 in die mexikanische Armee ein. Er besuchte die Escuela de Paracaidistas und machte eine Fallschirmjägerausbildung. Acosta wurde zwischen 1969 und 1971 in der SOA Fort Benning, Georgia und Fort Bragg (North Carolina) ausgebildet. Er kam 1964 wie vorher Francisco Quirós Hermosillo zur Sección Segunda del Estado Mayor Presidencial, einem Militärnachrichtendienst. Von diesem wurden sie zur Dirección Federal de Seguridad einer Abteilung der Secretaria Publico (Justizministerium) abgeordnet.

## Brigada Blanca
Als Asymmetrische Kriegführung wurde von der mexikanischen Regierung von Luis Echeverría Álvarez
1972 die Brigada Blanca gegründet, diese operierte in Guerrero, Sinaloa, Chihuahua, Nuevo León, Jalisco, Puebla und Morelos. Bekannte Mitglieder waren Miguel Nazar Haro, José Salomon Tanús (DFS), Francisco Sahagún Vaca (Policía y Tránsito del Distrito Federal), Acosta und dessen Vorgesetzter Quirós als Director de la Policía Judicial Militar. Im Juni 1976 bezeichnete die Regierung Luis Echeverría Álvarez die Brigada Blanca als Brigada Especial, welche von Oberst Francisco Quiróz Hermosillo, Capitán Luis de la Barreda Moreno und Miguel Nazar Haro kommandiert wurde. Sie bestand aus 240 Mitgliedern, zu welchen Militärs, Personal der Dirección Federal de Seguridad (DFS) und Policía Judicial Federal gehörten, mit dem offiziellen Auftrag mit allen Mitteln den Aufenthaltsort der Mitglieder der Liga Comunista 23 de Septiembre zu ermitteln. Ab 1976 mordete diese Einheit auch im Tal von Mexiko.

## Sonderkommission Entführung
Am 30. Mai 1974 um 9:00 Uhr nahm der PRI-Kandidat für das Gouverneursamt für Guerrero, Rubén Figueroa Figueroa, dessen Vetter Febronio Díaz Figueroa, seine Privatsekretärin Gloria Britos und zwei Onkel von Lucio Cabañas Barrientos, Luis und Pascual Cabañas mit der Guerilla Partido de los Pobres (PDLP) Kontakt auf und wurden entführt.
Acosta kam als Mitglied einer Sonderkommission, die mit Quirós als Vorgesetzten im Rahmen dieser Entführung gegründet worden war, nach Guerrero. Nach Angaben des pensionierten Majors Elías Alcaraz wurde die Gruppe am 8. September 1974 nach einem 15-minütigen Schusswechsel bei La Pascua in der Nähe von Zacualpan in Atoyac de Alvarez, 10 Kilometer abseits der Straße befreit. Bei dem Schusswechsel wurden Febronio Díaz Figueroa und Luis Cabañas verletzt, Luis Cabañas starb später an den Folgen der Verletzungen. Für die Gruppe waren 50 Millionen mexikanische Pesos Lösegeld bezahlt worden, 25 Millionen wurden von Sergio Méndez Arceo den Angehörigen von Figueroa nach der Befreiung zurückgegeben, die anderen 25 Millionen Pesos wurden Acosta zugeordnet. Als Rubén Figueroa Figueroa von 1975 bis 1981 Gouverneur war, war Acosta Leiter der Policía Judicial bei Pié de la Cuesta und anschließend Leiter der Policia Judicial des Bundesstaates Guerrero.

## Leichenflüge
Im Kampf gegen die Asociación Cívica Nacional Revolucionaria (ACNR) und die Partido de los Pobres (PDLP) wurden in den 1970ern unter dem Kommando von Francisco Qirós Hermosillo und Mario Arturo Acosta Chaparro auf der Base Aérea Militar Pie de la Cuesta de Acapulco, in Guerrero, Frauen und Männer, die als Guerilleros ausgemacht worden waren, zu Desaparecidos, d. h., sie verschwanden. Capitán Francisco Javier Barquin Alonso registrierte die Personen, die auf die Base Aérea Militar de Pie de la Cuesta gebracht wurden.
Sie wurden auf einen Holzstuhl oder eine Bank aus Metall gesetzt, ihnen wurde gesagt, es würde ein Erinnerungsfoto gemacht. Viele dieser Personen wurden durch Acosta auf Befehl von Quirós mit einer Pistole vom Kaliber 38 ermordet. Ihre Leichen wurden in Säcke gesteckt, mit Steinen beschwert und in ein Flugzeug vom Typ I.A.I. Arava, mit dem Kennzeichen 2005 der 301 Escuadrón verfrachtet. Pro Flug wurden nachts 12 bis 16 Leichen 200 Meilen vor der Küste von Acapulco in den Pazifik geworfen. Für den Zeitraum von 1975 bis 1979 wurden 143 Fälle von auf diese Weise Verschwundenen ermittelt.

## Schmuggel per Flugzeug
In den 1970ern betrieb Acosta auf dem Militärflugplatz von Pie de la Cuesta in Guerrero ein Luftfrachtunternehmen für Schmuggelgüter. Über die Base Aérea Militar No. 14 in Monterrey im Bundesstaat Nuevo León wurde Marihuana nach Laredo (Texas) gebracht. Auf dem Rückflug wurden Elektrogeräte, Schusswaffen und Munition transportiert.
Bei einem Tankstopp in Monterey fand Wachpersonal die Elektrogeräte im Flugzeug. Der Militärkommandant von Monterrey, General Mercado, ließ die Arava entladen, dabei wurde Marihuana gefunden. Der General meldete dies dem Verteidigungsministerium. Da der Verteidigungsminister General Félix Galván López gerade mit Quirós in Argentinien an einer Konferenz über die Bekämpfung von subversiven Gruppen teilnahm, entschied stellvertretend General Rodolfo Reta Trigos, damals Leiter des Generalstabes, die Festnahme des Flugbegleiters Major der Infanterie Francisco Javier Barquín Alonso. Dieser wurde in das Gefängnis des Campo Militar Número 1 in Mexiko DF überstellt, um ein Ermittlungsverfahren wegen Waffen- und Marihuanahandels zu eröffnen.
Der Pilot des Flugzeuges, Hauptmann der Armee Manzano, erklärte, als er von General Mercado in Monterrey verhört wurde, dass es viele Reisen gegeben habe und das Flugzeug auf der Militärbasis in Pie de la Cuesta in Acapulco, Guerrero beladen würde.
Hierher hätten Héctor Bello und der Direktor der Policía Judicial del Estado (PJE), Isidro Chiro Galeana Abarca, regelmäßig das Marihuana gebracht und auf dem Rückweg Waffen und Munition mitgenommen. Die Aussage wurde General Reta Trigos mitgeteilt, der General Galván López nach dessen Rückkehr Bericht erstattete. Quirós intervenierte bei Galván und dieser ordnete – im Gegenzug dafür, dass Quirós auf eine Beförderung verzichtete – an, dass kein Verfahren gegen Barquín eröffnet wurde.
Der Hauptmann der Armee Manzano verschwand als Desaparecido.
Senator Rubén Figueroa Figueroa, dessen rechte Hand Acosta war, drohte dem Journalisten Manuel Buendía Tellezgirón. Dieser wurde am 30. Mai 1984 ermordet und die Procuraduría General de Justicia del Distrito Federal (Staatsanwaltschaft von DF) ermittelte gegen einen der Beamten von Acosta.
Seit 1992 ist dem FBI und der DEA Acosta als mutmaßlicher Geldwäscher aus Drogengeschäften für den Staatsminister im Regierungsministerium, Mario Ruiz Massieu, bekannt.
Beim Massaker von Aguas Blancas in Guerrero (Mexiko) am 28. Juni 1995 wurden im Beisein von Acosta 17 Campesinos von Soldaten ermordet.
1995 brachte Acosta seine persönlichen Aufzeichnungen in das Archiv des Generalstabes. Anschließend veröffentlichte er einen 300-seitigen Band über den zapatistischen Aufstand 1994.
Die Generäle Acosta und Quiróz wurden am 30. August 2000 verhaftet. Der damals veröffentlichte Vorwurf war, dass sie zur Schutztruppe der Kokainbande Cártel de Juárez von Amado Carrillo Fuentes gehörten. Der Haftantrag wurde durch Beweise des FBI gestützt. Es ist anzunehmen, dass die Rechtsauffassung herrschte, dass die Morde aus den 1970ern verjährt waren.
Am 2. November 2002 wurde Acosta zu 15 Jahren Haft wegen Delitos contra la salud (Vergehen gegen die Gesundheit) und Quirós zu 16 Jahren Haft wegen Delitos contra la salud und Bestechung verurteilt. Der Prozess fand unter Ausschluss der Öffentlichkeit statt. Zum ersten Mal in der Geschichte Mexikos waren damit von einem Militärgericht zwei hochrangige Militärs verurteilt worden. Für die Desaparición forzada (erzwungenes Verschwinden) fanden getrennte Verfahren statt, die nicht abgeschlossen wurden.
Im Untersuchungsverfahren wegen Desaparición forzada verwies im Juni 2002 das neunte Zivilgericht von Mexiko DF das Verfahren an das zweite Gericht des Distriktes der ersten Militärzone. Am 2. Oktober 2002 wurden gegen Acosta, Quirós und den pensionierten Major der Infanterie Francisco Javier Barquín Alonso Haftbefehle erlassen. Das Untersuchungsverfahren wegen Desaparición forzada wurde teilweise vorbehaltlos geführt und gegen die Verantwortlichen in den ehemaligen Regierungen ermittelt.
Francisco Quirós Hermosillo starb am 19. November 2006 im Hospital Central Militar in Mexiko-Stadt.
Am 1. Juli 2007 verließ Acosta nach 6 Jahren und 10 Monaten das Gefängnis des Campo Militar Número 1 in Mexiko-Stadt, da ein Gericht ein Amparo (Revisionsurteil) wegen Verfahrensfehlern gesprochen hatte, womit auch das Verfahren zur Desaparición forzada beendet war und Acosta seine sämtlichen Rechte zurückbekam.
Im April 2008 wurde Acosta nach 45 Jahren Dienst in der mexikanischen Armee pensioniert.

## Veröffentlichungen
- Acosta Chaparro, Mario Arturo, Movimientos subversivos en México. México: Centro de Investigaciones Históricas de los Movimientos Armados, 1990.